# الخطوط الجوية الدولية التايلاندية
الخطوط الجوية الدولية التايلاندية أو تاي إيروايز (بالتايلندية: บริษัท การบินไทย จำกัด (มหาชน)) هي شركة الطيران الوطنية في تايلاند،. يقع مقرها الرئيسي في العاصمة بانكوك، وتتخذ من مطار سوفارنابومي الدولي مركزاً لعملياتها، تقدم الخطوط الجوية التايلاندية خدماتها لأكثر من 70 وجهة في آسيا، أوروبا، الشرق الأوسط، أمريكا الشمالية وأستراليا، وتعد الخطوط التايلاندية عضو مؤسس في تحالف ستار.

## الوجهات
اعتبارًا من يناير 2023، تقدم الخطوط الجوية التايلاندية الدولية خدمة إلى 40 وجهة.

### التحالف
الخطوط الجوية الدولية التايلاندية هي عضو وأحد الأعضاء الخمسة المؤسسين لـتحالف ستار التي تأسست في 14 مايو 1997. اعتبارًا من فبراير 2020، أصبحت تايلاند سمايل عضوًا مترابطًا في التحالف.

### اتفاقيات الرمز المشترك
لدى الخطوط الجوية الدولية التايلاندية اتفاقية الرمز المشترك مع الشركات التالية:
- طيران كندا
- طيران الهند
- طيران نيوزيلندا
- خطوط كل اليابان الجوية
- خطوط آسيانا الجوية
- الخطوط الجوية النمساوية
- طيران بانكوك
- الخطوط الجوية البلجيكية
- مصر للطيران
- إل عال[11]
- طيران الإمارات
- إيفا للطيران
- طيران الخليج
- طيران لاوس
- لوفتهانزا
- الخطوط الجوية الماليزية
- الطيران العماني
- الخطوط الجوية الدولية الباكستانية
- خطوط رويال بروناي الجوية
- الخطوط الجوية الإسكندنافية
- خطوط شينزين الجوية
- الخطوط الجوية السنغافورية
- الخطوط الجوية الدولية السويسرية
- تاب برتغال
- تايلاند سمايل (شركة فرعية)
- الخطوط الجوية التركية
- الخطوط الجوية المتحدة

## الحوادث والوقائع
- في 3 مارس/آذار 2001: تحطمت طائرة الخطوط الجوية التايلاندية الدولية الرحلة 114 وهي من طراز بوينغ 737-400 (مسجلة برقم HS-TDC واسمها ناراثيوات) المتجهة من بانكوك إلى شيانغ ماي نتيجة انفجار خزان الوقود في الجناح الأوسط نتيجة اشتعال خليط الوقود والهواء القابل للاشتعال في الخزان أثناء توقف الطائرة عند بوابة المغادرة في بانكوك. لم يُحدَّد مصدر طاقة الاشتعال بدقة، ولكن يُرجَّح أن يكون السبب انفجارًا في مضخة خزان الوقود في الجناح الأوسط نتيجة تشغيلها في وجود برادة معدنية وخليط وقود وهواء. وقد لقي أحد أفراد الطاقم حتفه.[12]

## وصلات خارجية
- الموقع الرسمي للشركة (بالإنجليزية)
- تفاصيل الخطوط الجوية الدولية التايلاندية (بالإنجليزية)